# 聖何塞德拉弗拉瓜
聖何塞德拉弗拉瓜是哥倫比亞的城鎮，位於該國南部，由卡克塔省負責管轄，面積1,226平方公里，海拔高度598米，2005年人口9,363，人口密度每平方公里7.64人。
1°21′40″N 75°59′18″W / 1.36111°N 75.9883°W